# Вільче-Слядовське
Вільче-Слядовське (пол. Wilcze Śladowskie) — село в Польщі, у гміні Брохув Сохачевського повіту Мазовецького воєводства.
Населення — 87 осіб (2011).
У 1975-1998 роках село належало до Варшавського воєводства.

## Демографія
Демографічна структура станом на 31 березня 2011 року:
|          | Загалом | Допрацездатний вік | Працездатний вік | Постпрацездатний вік |
| -------- | ------- | ------------------ | ---------------- | -------------------- |
| Чоловіки | 44      | 14                 | 27               | 3                    |
| Жінки    | 43      | 11                 | 20               | 12                   |
| Разом    | 87      | 25                 | 47               | 15                   |